# غوستاف ديفيد هاميلتون
غوستاف ديفيد هاميلتون (بالسويدية: Gustaf David Hamilton)‏ هو ضابط سويدي، ولد في 29 يناير 1699 في Västra Tunhems församling ‏ في السويد، وتوفي في 29 ديسمبر 1788 في Barsebäcks parish ‏ في السويد.